# Бетмен: Нульовий рік
«Нульовий рік» (англ. Zero Year) — комікс видавництва «DC Comics», що виходив протягом року з червня 2013 по липень 2014 року. Серія написана Скоттом Снайдером і Джеймсом Тініоном IV, проілюстрована Грегом Капулло, Денні Мікі, і Рафаелем Альбукерке.
Комікс покликаний переглянути історію походження Бетмена у The New 52, будучи не пов'язаною з іншими інтерпретаціями, такими як «Batman: Year One». Сюжет все ж містить кілька елементів з «Бетмен: Рік перший», такі як довга відсутність Брюса Вейна у Ґотем-сіті і його перші спроби боротьби зі злочинністю.